# عبد القدوس الأنصاري
عبد القدوس الأنصاري، (1324 هـ / 1906م - 22 جمادى الآخرة 1403 هـ 1983م)، هو عبد القدوس بن القاسم بن محمد بن محمد الأنصاري الخزرجي، الأستاذ الأديب والصحفي المخضرم، العالم المحقق المدقق، والأثري المؤرخ، واللغوي المجمعي، مؤسس مجلة المنهل ، ويعتبر الأديب عبد القدوس الأنصاري أحد أبرز رواد الرواية السعودية وكانت روايته التوأمان الصادرة عام 1349 هـ أول عمل روائي يصدر في المملكة العربية السعودية.

## مولده ونشأته
ولد الأنصاري في المدينة المنورة في عام 1324 هـ / 1906م، توفي والده وهو لم يتجاوز السادسة من عمره، فكفله عمه الشيخ محمد الطيب الأنصاري عالم المدينة المنورة، تلقى الأنصاري علومه الدينية واللغوية والتربوية على يد شيخه وأستاذه العلامة محمد الطيب الأنصاري في المسجد النبوي الشريف، ثم بدأ الدراسة وعمره لم يتجاوز الخمس سنين، وفيها حفظ القرآن الكريم، وأعقبه بحفظ المتون في علوم التفسير والحديث والفقه واللغة، في عام 1341 هـ التحق بمدرسة العلوم الشرعية في المدينة المنورة فنال شهادتها العالية عام 1346هـ، وقد أنشأها السيد أحمد الفيض آبادي لتيسير التعليم الديني والعربي، ثم عين الشيخ محمد الطيب الأنصاري رئيساً لمدرسيها، فالتحق بها عبد القدوس الأنصاري، وتخرج فيها في عام 1346 هـ، وكان الأنصاري قد حضر الاختبار العمومي الذي أجراه لطلاب المدرسة رئيس ديوان امارة المدينة المنورة الشيخ إسماعيل حفظي، وكان أن أعجب بأداء الأنصاري فأشار على وكيل الامارة بأن يلحقه بديوان الإمارة، وابلغ الأنصاري بهذه الرغبة، فالتحق حينئذ بإمارة المدينة المنورة موظفاً صغيراً بها، كان ذلك في غرة شهر رمضان 1346 هـ، وبعد تخرجه من مدرسة العلوم الشرعية رغب اليه السيد أحمد الفيض آبادي مؤسس وصاحب المدرسة أن يكون استاذا للأدب العربي فيها، فوافق الأنصاري وظل أستاذا فيها أكثر من اثني عشر عاما.
مكث الأنصاري في الديوان الملكي يترقى في وظائفه حتى عام 1359 هـ، حيث نقل بعد ذلك إلى مكة المكرمة في وظيفة رئاسة تحرير صحيفة أم القرى، وتم ذلك بقرار من الملك عبد العزيز موجها إلى إمارة المدينة المنورة، واستمر في وظيفته تلك حتى عام 1361 هـ، حيث صدر أمر سمو الأمير فيصل بن عبد العزيز ولي العهد آنذاك بنقل الأنصاري ليعمل في ديوانه في جدة، وبقي فيه حتى عام 1386 هـ حيث تفرغ بعد ذلك تفرغا كاملا لمجلته المنهل التي أنشأها في عام 1355 هـ الموافق 1937 وظل يصدرها باستمرار رغم كل تلك المشاغل والوظائف والمهام. ورغم كل تلك التنقلات من المدينة المنورة إلى مكة المكرمة إلى جدة.

## مؤلفاته
- التوأمان (رواية)، صدرت عام 1349 هـ.
- آثار المدينة المنورة، صدر عام 1353 هـ.
- إصلاحات في لغة الكتابة والأدب
- الأنصاريات، مجموعة شعرية، صدرت عام 1384 هـ.
- طريق الهجرة النبوي ١٣٩٨ الموافق ١٩٧٨ م.
- تاريخ مدينة جدة.
- تاريخ العين العزيزية بجدة ومصادر المياه في المملكة العربية السعودية
- مع شاعر العرب: عبد المحسن الكاظمي
- الملك عبد العزيز في مرآة الشعر
- مع ابن جبير في رحلته
- التحقيقات المعدة بحتمية ضم جيم جدة
- رحلات إلى مصر، والبحرين، والكويت، ولبنان، والرياض، والجار، والباحة
- رحلة في كيان التراث
- مستقبل أبحر
- النخيل والتمور في بلاد العرب
- كيف كانت نشأة أدبنا الحديث
- الكتاب الفضي للعين العزيزية
- بناة العلم في الحجاز الحديث.
- بين التاريخ والآثار.
- بني سليم.
- ديوان الأنصاريات.[5]

## وفاته
توفي الأديب والمؤرخ عبد القدوس الأنصاري في 22 جمادى الآخرة عام 1403 هـ / 1983م.

## انظر ايضاً
- مجلة المنهل

## وصلات خارجية
- الأنصاري.. الرائد العملاق...